# Посольский город
«Посольский город» (англ. Embassytown) — фантастический роман Чайны Мьевиля.

## Сюжет
Место действия романа — обитаемая планета Ариека на краю освоенной землянами вселенной. Коренные разумные жители Ариеки позволили людям основать на планете свою колонию. Её назвали Послоград.
Отношения с ариекаями, разумными негуманоидными обитателями Ариеки (жители Посольского города называют их Хозяевами) удалось наладить с большим трудом. Хозяева общаются между собой почти как люди — с помощью акустических колебаний, и даже в том же частотном диапазоне. У Хозяев два голосовых аппарата, и при разговоре одновременно работают оба, каждый произносит свои звуки в своем регистре. Понимать язык Хозяев, хотя бы поверхностно, люди научились сравнительно быстро, а вот заговорить на нем так, чтобы Хозяева восприняли речь, оказалось неожиданно трудно. Синтезаторы звуков оказались бесполезны, Хозяева просто не обращали на них внимания. Оказалось, что для ариекаев речь неотделима от ее носителя — в их понимании говорить может только разумное существо. Чтобы наладить диалог с Хозяевами, потребовалось отбирать и буквально выращивать пары людей, сначала из монозиготных близнецов, а затем клонов, делать их фактически единым и неразлучным ментальным и эмоциональным целым, и обучать двухголосой ариекайской речи. Такую редкую пару, которую Хозяева готовы слушать, называют послом. Пара эта неразлучна и даже получает одно имя на двоих: ЭнДрю, МагДа, ХоаКин.
Другая важнейшая особенность языка ариекаев — он несимволический, его слова для носителей языка не обозначают предметы и явления, а тождественны им, неотделимы от сущностей реального мира. Ариекаи в принципе неспособны на вымысел, на абстрактные рассуждения, у них нет письменности, литературы, науки в человеческом понимании. Ариекаев изумляет, пугает и вместе с тем привлекает способность людей свободно говорить о вещах невиданных, вымышленных и явно противоречащих реальности.
Главная героиня романа, от лица которой ведется повествование, Ависа Беннер Чо, по профессии — иммерлётчица, то есть пилот межзвездных кораблей, перемещающихся в «иммере» — вечной области «непространства» и «невремени». Через иммер (от нем. immer — всегда) пролегают опасные, ненадёжные, но короткие пути между отдаленными областями «обычной», временно́й и вре́менной вселенной (в романе она называется немецким же словом manchmal — иногда). Ависа родилась и выросла в Послограде. В детстве с ней произошло довольно редкое для послоградцев событие: Хозяева однажды пригласили её произвести для них некие странные, неприятные, хотя и безопасные действия. Благодаря этой инсценировке ариекаи обогатили свой язык новым образным выражением (иначе его бы просто невозможно было произносить), и таким образом Ависа стала частью их языка. Спустя много лет Ависа возвращается на Ариеку провести здесь отпуск. В это же время на Ариеку из метрополии прибывает новый и очень необычный посол по имени ЭзРа. ЭзРа воспитаны вне Посольского города (чего давно не бывало), они не клоны и даже не близнецы, тем не менее они успешно общаются с Хозяевами. Вскоре выясняется, что голос ЭзРы оказывает на Хозяев сильнейшее наркотическое воздействие. Он вызывает мгновенное привыкание. Ариекаи, однажды услышав его, не могут больше обходиться ни дня, ни часа без новых речей посла ЭзРы. Эпидемия наркомании ширится и угрожает самому существованию цивилизации Хозяев. Немедленно возникает и движение сопротивления. Группа ариекаев ампутирует себе органы слуха, вырабатывает для себя новый язык — жестовый, и начинает жестокую борьбу за существование своего народа. Они истребляют своих соплеменников, если те не соглашаются на оглушающую операцию, и идут войной на Послоград. Ависа вместе с другими людьми и теми немногими Хозяевами, которые не поддались звуковому наркотику, пытается найти контакт с воинствующими ариекаями и остановить кровавое побоище.

## Критика
Урсула Ле Гуин оценила «Посольский город» как «полностью завершенное произведение искусства, работающее на всех уровнях, с захватывающим повествованием, великолепной интеллектуальной строгостью, моральной утонченностью, прекрасным фейерверком слов».
Сергей Переслегин включил «Посольский город» в свой список «десяти книг, способных усложнить мировоззрение» и отметил, что Мьевиль смог описать «абсолютно нечеловеческий» язык, что крайне редко удавалось фантастам.

## Награды
- 2012 год: премия «Локус» за лучший научно-фантастический роман.[4]
- 2014 год: премия «Ignotus» (Испания) за лучший иностранный роман.[5]

## Русский перевод
- Наталья Екимова, 2013.[6] Первое издание — «Эксмо», 2013, ISBN 978-5-699-65985-2.